# ويليام غروفر سميث
ويليام غروفر سميث (بالإنجليزية: William Grover Smith)‏ هو محامي وسياسي أمريكي، ولد في 26 أبريل 1857 في الولايات المتحدة، وتوفي في 3 نوفمبر 1921 بغولدن في الولايات المتحدة. حزبياً، نشط في الحزب الجمهوري. وقد انتخب عضو مجلس نواب كولورادو.